# 櫻田清芽
櫻田 清芽（さくらだ きよめ、1885年（明治18年） - 1958年（昭和33年）12月31日）は、大正から昭和時代前期の政治家。青森県弘前市長。

## 経歴
青森県津軽郡弘前植田町（中津軽郡弘前植田町を経て現:弘前市植田町）に生まれる。弘前中学校を卒業後、明治大学予科に学ぶ。帰郷後は教員などを経て、1910年（明治43年）陸奥日報社に入社し、編集長、弘前新聞主筆兼社長を歴任する。
その間、弘前市会議員を26年、青森県会議員を20年務め、1951年（昭和26年）4月、弘前市長に就任した。中津軽郡11箇村との合併などを実現し、1955年（昭和30年）4月に満期退官。その後は、1957年（昭和32年）より県公安委員長を務めたが、任期中に急逝した。

## 親族
- 孫：櫻田宏（弘前市長）[4]